# Corona radiale
Nella fisiologia femminile la corona radiale (o radiata) è un insieme di cellule che ricoprono la zona pellucida.

## Fisiologia
Nei mammiferi, in genere, l'uovo, durante il ciclo ovarico, al momento in cui esce dal follicolo si muove portando con sé uno strato di cellule follicolari; a questo strato di cellule viene dato il nome di corona radiale. Le cellule follicolari che si ritrovano all'esterno della corona aiutano lo spermatozoo a entrare.

## Funzioni
L'utilità di tale formazione cellulare è sia di protezione che di nutrimento.